# Coppa del Portogallo 1998-1999 (hockey su pista)
La Coppa del Portogallo 1998-1999 è stata la 26ª edizione della principale coppa nazionale portoghese di hockey su pista. Il trofeo è stato conquistato dal Porto per la nona volta nella sua storia.

## Risultati

### Ottavi di finale
| Squadra 1        | Risultato   | Squadra 2         |
| ---------------- | ----------- | ----------------- |
| Seixal           | 4 - 3       | Infante de Sagres |
| Gulpilhares      | 4 - 3 (dtr) | Sintra            |
| AD Barcelos      | 3 - 5       | Mealhada          |
| Barcelos         | 4 - 3       | Benfica           |
| Algés            | 2 - 4       | Nafarros          |
| Idealtom         | 2 - 6       | Porto             |
| Alenquer Benfica | 6 - 5       | Marinhense        |
| Oliveirense      | 4 - 1       | Sanjoanense       |

### Quarti di finale
| Squadra 1   | Risultato | Squadra 2        |
| ----------- | --------- | ---------------- |
| Barcelos    | 7 - 1     | Alenquer Benfica |
| Nafarros    | 0 - 4     | Mealhada         |
| Seixal      | 4 - 7     | Gulpilhares      |
| Oliveirense | 2 - 3     | Porto            |

### Final Four

#### Semifinali
| Porto Santo 8 maggio 1999 | Barcelos | 4 – 3 | Gulpilhares |  |

| Porto Santo 8 maggio 1999 | Mealhada | 3 – 7 | Porto |  |

#### Finale
| Porto Santo 9 maggio 1999              | Barcelos       | 3 – 3 (d.t.s.) | Porto |  |
| \| \| \| \| \| \| Shootout 0 – 2 \| \| |                |                |       |  |
|                                        |                |                |       |  |
|                                        | Shootout 0 – 2 |                |       |  |